# Phi Ophiuchi
Phi Ophiuchi (8 Ophiuchi) é uma estrela na direção da constelação de Ophiuchus. Possui uma ascensão reta de 16h 31m 08.39s e uma declinação de −16° 36′ 45.5″. Sua magnitude aparente é igual a 4.29. Considerando sua distância de 210 anos-luz em relação à Terra, sua magnitude absoluta é igual a 0.25. Pertence à classe espectral G8/K0III.